# Verjus
Pour les articles homonymes, voir Verjus (homonymie).

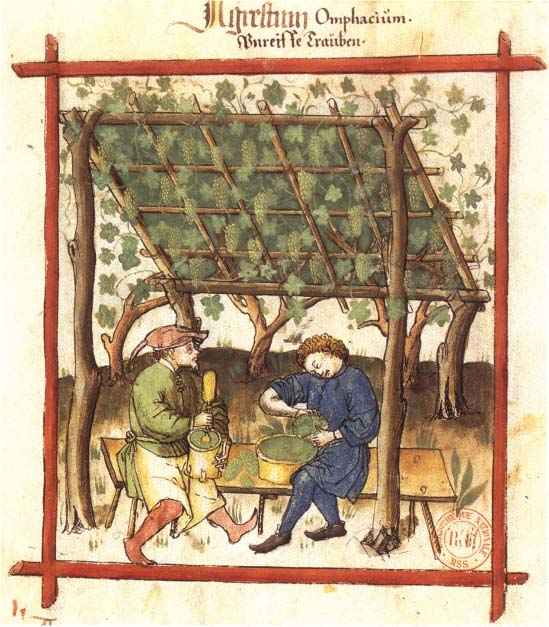
Fabrication du verjus. Tacuinum sanitatis (1474). Bibliothèque nationale de France.

Le verjus (vertjus ou vert-jus) est le jus acide extrait de raisins ayant mûri imparfaitement ou n'ayant pas mûri (dits aussi raisins verts).

## Histoire
Élément essentiel de la cuisine et de la diététique médiévales, il est apprécié dans toute l’Europe, et également connu et utilisé dans les cuisines arabo-persane et arabo-andalouse.
Son usage au fil du temps diminue et au XVIIe siècle, il est de plus en plus remplacé par le jus d'orange amère ou le jus de citron. Au début du XXe siècle, on redécouvre le verjus.

## Usages
Le verjus a de nombreux usages. Le plus fréquent est son utilisation dans les sauces. Les autres utilisations du verjus sont peu différentes de celles du vin. Aujourd'hui, il peut remplacer le jus de citron ou le vinaigre dans les vinaigrettes, les moutardes, dans la préparation des plats de viande ou de poisson et dans la préparation de sauces. Il s'utilise pour le déglaçage.
Dans l'Aude, on désigne ainsi un soda élaboré à base de verjus.